# Leptotarsus albidipes
Leptotarsus albidipes är en tvåvingeart som först beskrevs av Alexander 1929.  Leptotarsus albidipes ingår i släktet Leptotarsus och familjen storharkrankar. Inga underarter finns listade i Catalogue of Life.